# 卡罗琳·沃尔多
卡罗琳·沃尔多（英語：Carolyn Waldo，1964年12月11日—），加拿大花样游泳运动员。她曾代表加拿大参加1984年和1988年夏季奥林匹克运动会花样游泳比赛，获得二枚金牌和一枚银牌。